# 고백하기 좋은 날
《고백하기 좋은 날》은 윤하가 대한민국에서 발매한 첫 번째 정규 앨범이다. 윤하는 2004년 일본에서 데뷔하고 2005년 첫 정규 앨범을 발매했지만, 대한민국에서의 활동은 없었다. 그러던 중 2006년 여름, KBS 《인간극장》을 통해 윤하의 이야기가 방송되고, 그해 11월에 디지털 싱글 〈Audition〉을 발매하고 모국에서의 활동을 시작했다. 그로부터 4개월 정도 후인 3월 15일에 이 앨범을 발매했는데, 디지털 싱글에 수록되었던 〈Audition (Time 2 Rock)〉과 〈기다리다〉는 이 앨범에 수록되지 않았다.

## 활동
앨범의 타이틀곡은 〈비밀번호 486〉이다. 곡의 제목에서 "486"은 "사랑해"를 글자획수대로 풀어놓은 것으로, 예전 무선호출기, 일명 삐삐를 사용하던 세대들이 주로 사용하던 은어이다. 가수 휘성이 작사하여 화제가 되기도 했으며, SBS 《인기가요》에서 주간 가요 순위 1위에 해당하는 "뮤티즌 송"을 2회 차지했다. 휘성은 〈비밀번호 486〉 작사 외에도 앨범의 10번째 트랙 〈어린 욕심〉에 참여하기도 했다.
윤하는 〈비밀번호 486〉에 이어 후속곡을 〈연애조건〉으로 정하고, 이에 맞춰 6월 26일 보너스 트랙 2곡을 더 수록한 리패키지 앨범을 발매했다.
윤하는 이 앨범의 수록곡 〈오늘만〉의 작곡을 담당했다. 윤하가 직접 작곡한 곡은 일본 싱글 〈マイ☆ラバ〉 커플링 곡 〈かえり道〉, 〈手をつないで〉 커플링 곡 〈Homegirl〉, 디지털 싱글 〈Audition〉 커플링 곡 〈기다리다〉에 이어 〈오늘만〉이 4번째이다.
2번 트랙 '꼬마 I cry'(리패키지에서는 6번트랙)는 건국대학교 애니메이션학과에 재학 중인 학생들이 애니 몽타쥬 형식으로 만든 자작뮤비를 윤하에게 선물한걸로 알려져 화제가 되기도 했다. 뮤비형태는 조그마한 여자아이가 좋아하는 남자에게 여자로 보이고 싶은 느낌을 마치 빛바랜 흑백사진을 보는 것 같은 감성으로 그려내었다.

## 주요곡 소개
- 비밀번호 486 : 타이틀곡이며 3번 트랙(리패키지 앨범에서는 2번 트랙)에 있다. 비밀번호 486에서 486은 문장 '사랑해'의 획수를 의미한다. 뮤직 비디오에는 윤하가 직접 노래를 부르는 장면과 남자친구가 여자 주인공에게 달려가는 장면이 번갈아가며 나온다. 사실 '랑'은 6획이다. 따라서 비밀번호 466이 되어야 한다.
- 연애조건 : 후속곡이며 오리지널에서는 7번 트랙에 있고 리패키지에서는 1번 트랙에 피아노 선율을 강화 시킨 리믹스 버전으로 있다. 여자 주인공이 남자친구에게 사랑을 위한 조건을 하나씩 제시하며 영원한 사랑을 약속하는 내용이다.
- Fly : 여자 주인공이 칠전팔기의 자세로 비상을 꿈꾸는 내용이다.

## 수록곡
| #             | 제목                        | 작사          | 작곡                             | 재생 시간 |
| ------------- | --------------------------- | ------------- | -------------------------------- | --------- |
| 1.            | Delete                      | 이숲          | Nick Manic, Ziggy, Lindy Robbins | 3:40      |
| 2.            | 꼬마 - I Cry                | 김이진        | 황찬희                           | 4:11      |
| 3.            | 비밀번호 486                | 휘성          | 황찬희                           | 3:48      |
| 4.            | 고백하기 좋은 날            | 김이진        | 이관                             | 5:11      |
| 5.            | Hello Beautiful Day         | 다솜          | 허니사운드                       | 3:44      |
| 6.            | 오늘만                      | 심재희        | 윤하                             | 4:18      |
| 7.            | 연애조건                    | 김이진        | 황찬희                           | 4:28      |
| 8.            | Fly                         | 김이진        | 양경주                           | 3:25      |
| 9.            | 속마음                      | 김이진        | 황찬희                           | 4:41      |
| 10.           | 어린욕심 (feat. by 휘성)    | 휘성          | 휘성                             | 3:44      |
| 11.           | 앨리스                      | 심재희        | 김보민                           | 3:31      |
| 12.           | 꼬마 - I Cry (instrumental) |               | 황찬희                           | 4:13      |
| 13.           | 비밀번호 486 (instrumental) |               | 황찬희                           | 3:47      |
| 총 재생 시간: | 총 재생 시간:               | 총 재생 시간: | 총 재생 시간:                    | 52:41     |

## 고백하기 좋은 날 (Special Edition)
타이틀 곡 〈비밀번호 486〉의 활동을 마무리 한 후 후속곡으로 〈연애조건〉이 결정되면서, 〈연애조건(Remix)〉와 윤하의 일본 곡 〈マイ☆ラバ〉의 한국어 버전인 "마이★러버 (Korean version)"를 추가 수록한 스페셜 에디션 버전을 발매했다. 수록곡의 순서도 새롭게 재배치되었다.
| #             | 제목                            | 작사          | 작곡                             | 재생 시간 |
| ------------- | ------------------------------- | ------------- | -------------------------------- | --------- |
| 1.            | 연애조건 - Remix                | 김이진        | 황찬희                           | 4:29      |
| 2.            | 비밀번호 486                    | 휘성          | 황찬희                           | 3:48      |
| 3.            | 마이★러버 (Korean Version)      | 윤홍은 (HEY)  | Yusuke Tanaka                    | 4:33      |
| 4.            | Fly                             | 김이진        | 양경주                           | 3:25      |
| 5.            | Hello Beautiful Day             | 다솜          | 허니사운드                       | 3:44      |
| 6.            | 꼬마 - I Cry                    | 김이진        | 황찬희                           | 4:11      |
| 7.            | Delete                          | 이숲          | Nick Manic, Ziggy, Lindy Robbins | 3:40      |
| 8.            | 어린욕심 (feat. by 휘성)        | 휘성          | 휘성                             | 3:45      |
| 9.            | 속마음                          | 김이진        | 황찬희                           | 4:41      |
| 10.           | 앨리스                          | 심재희        | 김보민                           | 3:30      |
| 11.           | 고백하기 좋은 날                | 김이진        | 이관                             | 5:12      |
| 12.           | 오늘만                          | 심재희        | 윤하                             | 4:18      |
| 13.           | 비밀번호 486 (instrumental)     |               | 황찬희                           | 3:48      |
| 14.           | 연애조건 - Remix (instrumental) |               | 황찬희                           | 4:28      |
| 총 재생 시간: | 총 재생 시간:                   | 총 재생 시간: | 총 재생 시간:                    | 57:32     |